# Euphorbia pseudoduseimata
Euphorbia pseudoduseimata es una especie fanerógama perteneciente a la familia de las euforbiáceas. Es endémica de Sudáfrica y Namibia.

## Descripción
Es una planta perenne arbusto enano suculento que alcanza un tamaño de  0.05 - 0.2 m de altura. Alt: ? - 1065 m.

## Taxonomía
Euphorbia pseudoduseimata fue descrita por A.C.White, R.A.Dyer & B.Sloane y publicado en Succ. Euphorb. 2: 963. 1941.
Etimología
Euphorbia: nombre genérico que deriva del médico griego del rey Juba II de Mauritania (52 a 50 a. C. - 23), Euphorbus, en su honor – o en alusión a su gran vientre –  ya que usaba médicamente Euphorbia resinifera. En 1753 Carlos Linneo asignó el nombre a todo el género.
pseudoduseimata: epíteto latino que significa "parecida a Euphorbia duseimata".